# Douzième gouvernement de Nouvelle-Calédonie
Nouvelle-Calédonie
Gouvernement Martin V Gouvernement Ligeard
Le douzième gouvernement de la Nouvelle-Calédonie formé depuis les Accords de Nouméa, dit sixième gouvernement Martin ou gouvernement Martin VI, est élu par le Congrès le 10 juin 2011. Il s'agit du quatrième exécutif à se succéder en trois mois. Les neuvième (dit « troisième gouvernement Martin »), dixième (dit « quatrième gouvernement Martin ») et onzième (dit « cinquième gouvernement Martin ») gouvernements étaient, l'un à la suite de l'autre, démissionnaires de plein droit les jours mêmes de leurs formations, respectivement le 3 mars, le 17 mars et le 1er avril, du fait les trois fois de la démission en bloc (sauf un) des membres des listes Calédonie ensemble présentées pour les élections de ces exécutifs. Le jour de la troisième élection consécutive, le 1er avril, le Congrès a adopté une résolution requérant que le Parlement national fasse modifier d’urgence l’article 121 de la loi organique (afin de limiter la possibilité de faire chuter un gouvernement par la démission collective d'une liste), ainsi qu’une lettre des élus demandant au nouveau président de l’institution, Rock Wamytan, « de surseoir à toute nouvelle convocation du Congrès pour l’élection des membres du gouvernement » en attendant que cette révision soit opérée. Ce pourquoi le processus de formation du douzième gouvernement a dépassé le délai maximal de quinze jours fixé par la loi pour renouveler un exécutif démissionnaire. Le 12 mai suivant, le Congrès a fixé, par délibération, le nombre de membres du nouveau gouvernement à former à 11, soit le maximum prévu par la loi organique, et la date de l'élection est finalement fixée au 10 juin. Dans la foulée de la composition de l'exécutif, celui-ci maintient Harold Martin à la présidence et Gilbert Tyuienon à la vice-présidence. La répartition des secteurs d'animation et de contrôle a lieu le 16 juin 2011, avec un vote négatif des trois membres de Calédonie ensemble, et est légèrement remanié le 18 août suivant puis le 16 avril 2013.  S'il a officiellement cessé de fonctionner à la suite des élections provinciales du 11 mai 2014, il a continué à gérer les affaires courantes jusqu'à l'élection de son successeur le 5 juin 2014.

## Candidatures et élection

### Listes
Les candidats indiqués en gras sont ceux membres du Congrès, élus en 2009.

### Résultat
|       | Liste                                   | Votes | %     | Sièges au Gouvernement | Détail du vote                                                                        |
| ----- | --------------------------------------- | ----- | ----- | ---------------------- | ------------------------------------------------------------------------------------- |
|       | Rassemblement-UMP - Avenir ensemble-LMD | 18    | 33,33 | 4                      | Les 13 Rassemblement-UMP, les 2 Avenir ensemble, les 2 LMD, 1 MoDem (Didier Leroux)   |
|       | « Entente » du FLNKS                    | 16    | 29,63 | 3                      | Les 12 du groupe FLNKS (9 UC, 1 Palika, 1 RDO, 1 UC Renouveau) et les 4 Travaillistes |
|       | Calédonie ensemble                      | 13    | 24,07 | 3                      | Les 10 Calédonie ensemble, les 2 UDC, 1 RPC (Jean-Luc Régent)                         |
|       | UNI                                     | 7     | 12,96 | 1                      | Les 6 du groupe UNI (tous Palika) et 1 LKS (Nidoïsh Naisseline)                       |
| Total | Total                                   | 54    | 100   | 11                     | -                                                                                     |

## Présidence et vice-présidence
- Président : Harold Martin
- Vice-président : Gilbert Tyuienon

## Composition

### Issus de la liste des groupesRassemblement-UMPetAvenir ensemble-LMD

#### Membres de l'Avenir ensemble
| Personnalité    | Secteurs de compétence | Autres fonctions | Profession                                                                | Commune - Province   |
| --------------- | --- | --- | ------------------------------------------------------------------------- | -------------------- |
| Harold Martin   | Président Transport aérien international - Douanes - Agriculture, Élevage, Pêche Coopération régionale et Relations extérieures Coordination avec les Provinces - Suivi des décisions du Comité des signataires - Coordination des Transferts de compétences                  | Maire de Païta Ancien président du Congrès (1997-1998/2004-2007/2009-2011) Ancien président du gouvernement (2007-2009/2011) | Gérant d'organismes agricoles                                             | Païta, Province Sud  |
| Sylvie Robineau | Santé - Protection sociale - Solidarité Handicap - Formation professionnelle Organisation des concours d’accès aux emplois publics de la Nouvelle-Calédonie (à partir du 20 septembre 2011) Formation initiale et continue des agents publics (à partir du 20 septembre 2011) | | Conseillère d'orientation-psychologue Gérante d'organisme sociaux publics | Nouméa, Province Sud |

#### Membre duRassemblement-UMP
| Personnalité        | Secteurs de compétence | Autres fonctions              | Profession                 | Commune - Province   |
| ------------------- | --- | ----------------------------- | -------------------------- | -------------------- |
| Jean-Claude Briault | Enseignement (jusqu'au 18 août 2011) - Jeunesse - Sports - Jeux du Pacifique de 2011 Dialogue social - Questions de société - Francophonie Enseignement secondaire public - Enseignement privé (jusqu'au 16 avril 2013) - Enseignement primaire public (à partir du 16 avril 2013) - Santé scolaire (à partir du 3 janvier 2012) Coordination avec les Provinces - Suivi des décisions du Comité des signataires Relations avec les communes | 6e adjoint au maire de Nouméa | Fonctionnaire, journaliste | Nouméa, Province Sud |

#### Membre duMPC(Rassemblement-UMPjusqu'au28 mars 2013)
| Personnalité | Secteurs de compétence | Autres fonctions | Profession                                                     | Commune - Province   |
| ------------ | --- | ---------------- | -------------------------------------------------------------- | -------------------- |
| Sonia Backès | Budget - Finances - Fiscalité - Économie numérique - Énergie Questions liées à la Communication audiovisuelle Enseignement supérieur - Recherche - Transfert de l'enseignement (jusqu'au 1er janvier 2012) Porte-parole |                  | Informaticienne Fonctionnaire territorial Dirigeante syndicale | Nouméa, Province Sud |

### Issus de la liste du groupeFLNKS

#### Membres de l'UC
| Personnalité     | Secteurs de compétence | Autres fonctions | Profession                | Commune - Province      |
| ---------------- | --- | ---------------- | ------------------------- | ----------------------- |
| Gilbert Tyuienon | Vice-président Mines - Infrastructures publiques - Transports aérien domestique, terrestre et maritime Suivi du Schéma d'aménagement NC 2025 Météorologie (à partir du 16 avril 2013) Relations avec le Congrès - Coordination avec les Provinces Suivi des décisions du Comité des signataires - Coordination des Transferts de Compétences Coopération régionale et Relations extérieures | Maire de Canala  | Fonctionnaire territorial | Canala, Province Nord   |
| Anthony Lecren   | Économie - Commerce extérieur - Développement durable Questions liées au Logement - Aménagement foncier - Transfert de l'ADRAF Recherche - Francophonie - Relations avec le CES Gestion et conservation des Ressources naturelles de la ZEE (à partir du 16 avril 2013) Porte-parole suppléant                                                                                              |                  | Chargé d'affaires         | Mont-Dore, Province Sud |

#### Membre duParti travailliste
| Personnalité     | Secteurs de compétence | Autres fonctions | Profession                                            | Commune - Province      |
| ---------------- | --- | --- | ----------------------------------------------------- | ----------------------- |
| Georges Mandaoué | Travail et emploi - Insertion professionnelle Identité kanak et Affaires coutumières - Dialogue social Relations avec le Sénat coutumier et les Conseils coutumiers | Conseiller municipal d'opposition de Houaïlou Ancien président du Sénat coutumier (2001-2002) Ancien sénateur coutumier de l'aire Ajië-Aro (1999-2009) | Autorité coutumière kanak Agent de l'OPT Syndicaliste | Houaïlou, Province Nord |

### Issus de la liste du groupeCalédonie ensemble
| Personnalité                               | Secteurs de compétence | Autres fonctions | Profession                                                              | Commune - Province                       |
| ------------------------------------------ | --- | --- | ----------------------------------------------------------------------- | ---------------------------------------- |
| Philippe Gomès (démissionne le 18/12/2012) | Transferts de la sécurité civile, du droit civil et commercial et des règles de l'état civil et de la circulation aérienne et maritime Préparation des transferts prévus dans l'article 27 Circulation et Sécurité routière (jusqu'au 16 avril 2013) Fonction publique (à partir du 16 avril 2013) Suivi des décisions du Comité des signataires | Ancien Maire de La Foa (1989-2008) Ancien président de la Province Sud (2004-2009) Ancien Président du Gouvernement (2009-2011) Député de la 2e circonscription (2012- ) | Fonctionnaire territorial                                               | La Foa, Province Sud                     |
| Frédéric de Greslan (à p. du 19/12/2012)   | Transferts de la sécurité civile, du droit civil et commercial et des règles de l'état civil et de la circulation aérienne et maritime Préparation des transferts prévus dans l'article 27 Circulation et Sécurité routière (jusqu'au 16 avril 2013) Fonction publique (à partir du 16 avril 2013) Suivi des décisions du Comité des signataires | Conseiller municipal d'opposition de Nouméa | Avocat                                                                  | Nouméa, Province Sud                     |
| Philippe Dunoyer                           | Fonction publique (jusqu'au 16 avril 2013) - Qualité du service public et Simplification administrative (jusqu'au 16 avril 2013) Rénovation de la fonction publique (jusqu'au 16 avril 2013) Suivi du Médipôle de Koutio Circulation et Sécurité routière (à partir du 16 avril 2013)                                                            | | Fonctionnaire territorial Ancien directeur de cabinet de Philippe Gomès | Nouméa, Province Sud                     |
| Hélène Iekawé                              | Gestion et conservation des Ressources naturelles de la ZEE (jusqu'au 16 avril 2013) - Météorologie (jusqu'au 16 avril 2013) Environnement - Développement durable Enseignement primaire public (du 18 août 2011 au 16 avril 2013) Enseignement privé (à partir du 16 avril 2013) - Coordination du projet éducatif (à partir du 16 avril 2013)  | | Professeur en langues kanak                                             | Dumbéa, Province Sud Lifou, Îles Loyauté |

### Issue de la liste du groupeUNI
| Personnalité | Secteurs de compétence | Autres fonctions | Profession                                      | Commune - Province         |
| ------------ | --- | ---------------- | ----------------------------------------------- | -------------------------- |
| Déwé Gorodey | Culture - Condition féminine - Citoyenneté Coordination avec les Provinces - Suivi des décisions du Comité des signataires |                  | Enseignante, conteuse en langues kanak Écrivain | Ponérihouen, Province Nord |

## Pôles de compétences
Les neuf pôles de compétences établis pour la troisième fois dans un but de symboliser : « la collégialité au quotidien et dans tous les secteurs », sont :
1. aménagement du territoire : Équipement et Infrastructures, Transports, Sécurité routière, Mines et Métallurgie, Énergie, Météorologie et Schéma d'aménagement NC 2025 (Gilbert Tyuienon, Harold Martin, Philippe Gomès, Sonia Backes et Hélène Iekawé) ;
2. administration, finances et nouvelles technologies : Budget, Finances, Fiscalité, Économie numérique, Fonction publique, Qualité du service public et Simplification administrative et Communication audiovisuelle (Sonia Backes, Philippe Dunoyer et Sylvie Robineau) ;
3. enseignement, formation et éducation : Enseignement, Formation professionnelle, Jeunesse et Sports et Suivi des questions liées à l'Enseignement supérieur et Recherche (Jean-Claude Briault, Hélène Iekawé, Sonia Backes, Sylvie Robineau et Anthony Lecren) ;
4. économique et social : Économie, Commerce extérieur, Douanes, Travail et emploi, Insertion professionnelle, Dialogue social, Agriculture, Élevage, Pêche, Développement durable et Suivi des questions d'Aménagement foncier (Anthony Lecren, Harold Martin, Jean-Claude Briault, Georges Mandaoué et Hélène Iekawé) ;
5. citoyenneté et questions de société : Identité kanak et Affaires coutumières, Culture, Condition féminine, Citoyenneté et Questions de société (Georges Mandaoué, Déwé Gorodey et Jean-Claude Briault) ;
6. actions sanitaires et sociales et solidarité : Santé, Protection sociale, Handicap et Solidarité, Suivi du Médipôle de Koutio et Questions liées au logement (Sylvie Robineau, Anthony Lecren et Philippe Dunoyer) ;
7. transferts de compétences : de l'enseignement, de l'ADRAF, de la sécurité civile, du droit civil et commercial, des règles de l'état civil et de la circulation aérienne et maritime et préparation des transferts prévus dans l'article 27 (Harold Martin, Gilbert Tyuienon, Philippe Gomès, Sonia Backes et Anthony Lecren) ;
8. relations extérieures : Francophonie et Relations extérieures (Harold Martin, Gilbert Tyuienon, Jean-Claude Briault et Anthony Lecren) ;
9. relations intercollectivités et institutions : Coordination de la politique du gouvernement avec les Provinces, Coordination du suivi des décisions du Comité des signataires, Relations avec le Congrès, le Conseil économique et social, le Sénat coutumier, les Conseils coutumiers et les communes (Gilbert Tyuienon, Harold Martin, Philippe Gomès, Anthony Lecren, Jean-Claude Briault, Georges Mandaoué et Déwé Gorodey).